# Flabellipecten solarium
Espèce
Flabellipecten solarium est une espèce éteinte de mollusques bivalves de la famille des Pectinidae datant du Miocène. Elle est connue aussi sous le nom de Pecten solarium. L’espèce la plus proche semble être Flabellipecten calaritanus du Miocène moyen de la Téthys.

## Description
Madeleine Bongrain indique en 2013 que Pecten solarium a souvent été confondu avec diverses espèces de grands pectinidés néogènes.
Pecten solarium est en fait un Flabellipecten et n'appartient donc pas au même genre que Gigantopecten ligerianus et Gigantopecten gigas ; Flabellipecten solarium ayant souvent été confondu avec ce dernier. Elle souligne que les trois espèces sont bien distinctes et, de plus, Flabellipecten solarium et Gigantopecten gigas sont bien séparés dans le temps et dans l’espace.
À ce propos, elle indique un véritable imbroglio. Les ouvrages concernant Flabellipecten solarium demandent une analyse très critique. Une partie de l'erreur est commise par Rudolf Hoernes qui assimile Flabellipecten solarium, espèce du Miocène moyen (Serravallien moyen à supérieur) des faluns d'Anjou, de Touraine, à celle du Miocène inférieur (Eggenburgien) de Bavière et du bassin de Vienne, Gigantopecten gigas.